# Hessische Rahmenrichtlinien für Gesellschaftslehre (1972)
Im deutschen Bundesland Hessen legte Kultusminister Ludwig von Friedeburg 1972 neue Rahmenrichtlinien für Gesellschaftslehre vor, die in eine klassisch gewordene Kontroverse über die politische Bildung mündeten. Die Fächer Sozialkunde, Geschichte und Erdkunde wurden dabei im Lernzielbereich Gesellschaftslehre integrativ zusammengefasst. Der erste Entwurf der Rahmenrichtlinien Gesellschaftslehre wurde im Herbst 1972 vorgelegt und löste – wie auch die Richtlinien für den Deutschunterricht – einen Sturm der bildungspolitischen Entrüstung aus.

## Verlauf
In Hessen wurden 1970 Fachgruppen eingesetzt, um möglichst rasch Rahmenrichtlinien für die einzelnen Fächer auszuarbeiten. Die neue Gesellschaftslehre war in vier Lernfelder gegliedert: Sozialisation, Wirtschaft, Öffentliche Aufgaben, Intergesellschaftliche Konflikte. Sie wurden in Lernzielzusammenhänge, Lernzielschwerpunkte und Lernzielebenen differenziert und für die drei Jahrgangsstufen 5/6, 7/8, 9/10 in insgesamt 123 verbindlichen Lernzielen ausformuliert. Was jedoch die Kritik provozierte, war die zugrunde liegende Vorstellung von politischer Bildung.
Die Richtlinien formulierten als oberstes Richtziel „Selbst- und Mitbestimmung“, und zwar als eine politische Entscheidung, die sich „am Demokratiegebot des Grundgesetzes“ orientiere. Die optimale Teilhabe an gesellschaftlichen Entscheidungsprozessen sei an die Aufhebung ungleicher Lebenschancen geknüpft, und daraus wurde gerechtfertigt, die jeweilige situationsbezogene Konkretisierung des allgemeinen Lernziels vor allem an Konflikten vorzunehmen; diese wurden damit zum Selektionsfilter für Unterrichtsthemen (Konfliktpädagogik), die Lernziele betonten oft den notwendigen Widerstand. Politische Bildung und Schule sollten so zu Instrumenten der Gesellschaftsveränderung werden.
Im damaligen politischen Klima richtete die CDU Hessen scharfe Angriffe gegen das Konzept und gewann bei der Landtagswahl 1974 deutlich hinzu. Auch prominente und wissenschaftlich ausgewiesene Sozialdemokraten trugen gravierende Kritik vor. So kritisierten Hermann Lübbe und Thomas Nipperdey die misslungene Integration der tradierten Schulfächer, vor allem der Geschichte; die Theoriediskussion der Geschichtswissenschaft sei unzureichend rezipiert, eine bestimmte Geschichtstheorie werde aus politisch-ideologischem Interesse monopolisiert. Friedrich Minssen sah einen Mangel an Offenheit für wissenschaftliche Kontroversen, eine Bevorzugung einzelner Grundgesetzartikel zu Lasten anderer sowie ein verzerrtes Gesellschaftsbild der Bundesrepublik. Er befürchtete eine emotionale und intellektuelle Überforderung der Schüler und bescheinigte den Richtlinien, sie verbänden „in bestrickender Weise die Vorzüge eines Gebetbuches mit denen einer Felddienstordnung“.
Der Rückzug der politisch Verantwortlichen über eine schon 1973 vorgelegte, veränderte zweite Auflage, später dann eine dritte, die auf ein Drittel des ursprünglichen Umfangs reduziert war, signalisierte das Scheitern der Reform.
Ein Urteil des Hessischen Staatsgerichtshofs vom 30. Dezember 1981 erklärte speziell die Integration des Fachs Geschichte in die Gesellschaftslehre als verfassungswidrig und schrieb einen kontinuierlichen, eigenständigen und uneingeschränkten Geschichtsunterricht bis zum Abitur fest. Damit war die Abschaffung des selbstständigen Geschichtsunterrichts und die Eingliederung des Fachs Geschichte in eine neue „kritische Gesellschaftslehre“ endgültig „gescheitert“.
In seinen Erinnerungen erwähnte Willy Brandt sein Unverständnis für diese Reform: „Dass auf der Ebene der zuständigen Länder unter der Verantwortung von Parteifreunden […] Geschichte aus den Lehrplänen verschwand, will mir noch heute nicht gefallen“ (Erinnerungen 1989, S. 279).

## Nachwirkung und Einordnung
Das Zusammenführen der Einzelfächer der gesellschaftswissenschaftlichen Bildung zu einem integrativen oder additiven Gesamtlernbereich ist bis in die Gegenwart umstritten. Heute übliche Bezeichnungen sind Gesellschaftslehre oder Gesellschaftswissenschaften.
Die Auseinandersetzungen um die Hessischen Rahmenrichtlinien für Gesellschaftslehre war Teil einer Auseinandersetzung um die Schulpolitik, die auch weitere Felder umfasste. Umstritten war die Einführung der Gesamtschule als Einheitsschule, die Einführung der Mengenlehre im Mathematikunterricht sowie die Rahmenrichtlinien für das Fach Deutsch mit einem gesellschaftskritischen Auftrag an die Literaturarbeit.

## Einzelbelege
1. ↑  Rolf Schörken nach Dingliang Fan: SPD und Geschichtswissenschaft in der Bundesrepublik Deutschland 1959–1989. Die Kommunikation zwischen einer politischen Partei und professionellen Historikern. Trier 2012, S. 126 (hbz-nrw.de [PDF]).
2. ↑  Willy Brandt: Erinnerungen. Propyläen, 1989, ISBN 978-3-549-07353-7 (google.de [abgerufen am 20. Dezember 2020]).